# Население на Туркменистан
Населението на Туркменистан през месец юли 2009 година е 4 884 887 души.

## Възрастов състав
(2009)
- 0-14 години: 28,9 % (мъже: 713 698/жени: 697 222)
- 15-64 години: 66,9 % (мъже: 1 618 678/жени: 1 646 992)
- над 65 години: 4,3 % (мъже: 90 352/жени: 117 945)

## Коефициент на плодовитост
- 2009-2.22

## Естествен прираст
| Година | Раждаемост | Смъртност | Естествен прираст |
| ------ | ---------- | --------- | ----------------- |
| 2003   | (28.02 ‰)  | (8.87 ‰)  | (19.15 ‰)         |
| 2004   | (27.68 ‰)  | (8.78 ‰)  | (18.9 ‰)          |
| 2005   | (27.68 ‰)  | (8.78 ‰)  | (18.9 ‰)          |
| 2006   | (27.61 ‰)  | (8.6 ‰)   | (19.01 ‰)         |
| 2007   | (25.36 ‰)  | (6.17 ‰)  | (19.19 ‰)         |
| 2008   | (25.07 ‰)  | (6.11 ‰)  | (18.96 ‰)         |
| 2009   | (19.69 ‰)  | (6.31 ‰)  | (13.38 ‰)         |

## Етнически състав
По данни от 2003 година 85% от населението са туркмени, следват узбеките (5 %) и руснаците (4 %),

## Език
Туркменският език е майчин за около 72 % от населението, другите 2 основни езика са руският (12 %) и узбекският език (9 %).

## Религия
По данни от 2003 година 89 % от населението изповядва ислям, а 9 % са православни християни.